# CSCP國際供應鏈管理師認證
國際供应链管理师認證（英語：Certified Supply Chain Professional，縮寫為）是美國營運管理協會（APICS）為了迎合在供應鏈管理知識領域上急速的變化而規劃的一個全新的國際認證，於2006年3月8日公告。鑑定供應鏈管理師認證對象是對於提昇供應鏈管理知識有興趣的專業人士、目前從事供應鏈管理領域上的業者，及從事ERP系統導入工作的相關人士。
國際供应链管理师三大知識領域：
- 供應鏈管理基本原則 (Fundamental of Supply Chain Management )
- 供應鏈策略、設計、遵循程序(Supply Chain Strategy, Design, and Compliance)
- 實施和作業(Implementation and Operation)

報名該認證的考生需要具備相關的工作經驗和教育背景。因此考生必須具備下列一項資格條件：
- 具有CPIM、CFPIM、CIRM、或C.P.M的認證再加上兩年以上相關領域的經驗。
- 學士學位或同等學歷，加上兩年相關領域的工作經驗。
- 五年相關領域實際工作經驗。

為取得證照，考生須通過一項廣泛的考試：
- 四小時的考試時間
- 175題選擇題
- 紙筆(P&P)測驗or電腦(CBT)測驗

已取得認證的專業人士每五年必須透過APICS的證照維護計劃維護一次。

## 外部連結
- （页面存档备份，存于） （繁體中文）
- （页面存档备份，存于） （英文）
- （英文）
- （页面存档备份，存于）（繁體中文）